# Гонконзький університет
Університет Гонконгу (англ. The University of Hong Kong, кит.: 香港大學) — найстаріший вищий навчальний заклад Гонконгу, заснований в 1911 році, в часи колоніальної залежності Гонконгу від Великої Британії. Мова навчання — англійська.
Згідно з рейтингом британського журналу Times Higher Education, станом на 2019 рік Гонконзький університет займає 36-е місце в світі та 4-е в Азії серед більш як 1250 університетів світу, включених у цей рейтинг. В університеті навчається 29099 студентів. В т. з. Шанхайському академічному рейтингу університетів світу у 2018 році HKU розділяв 101−150 місця. 

## Історія закладу
Гонконзький університет бере свій початок від колишнього медичного коледжу для китайців, заснованого Лондонським місіонерським товариством у 1887 році. Пізніше цей коледж став медичним факультетом університету. Власне коледж став знаменитим тому, що в ньому навчався «батько нації» Сунь Ятсен.

Університет було засновано 1911 року тодішнім губернатором Гонконгу Фредеріком Лугардом. Церемонія відкриття пройшла в 1912 році. Саме губернатор усвідомив необхідність створення у Гонконгу навчального закладу задля того, щоб конкурувати з іншими державами, які на той час почали створювати в Китаї свої університети. Саме в цей період Пруссія організовує в Китаї університет Тунцзи. Спершу університет зробив основний акцент на підготовці фахівців гуманітарного спрямування. Проте, в той же час в університеті зберігся медичний факультет. Пізніше впродовж року були засновані інженерний факультет і факультет мистецтва. У березні 1916 року університет провів своє перше зібрання залучивши для цього 23 випускники та 5 почесних випускників. Починаючи з другої половини 1920-х років університет став надавати більшої уваги східній культурі. В 1941 році, під час Японської окупації будівлі університету зазнали значних ушкоджень і університет закритий до 1945 року.

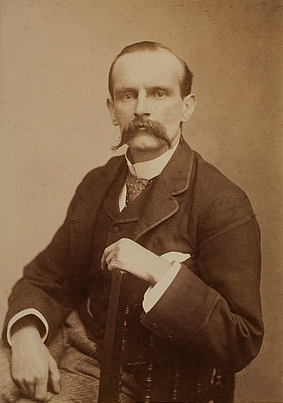
Фредерік Лугард, губернатор Гонконгу і перший віце-канцлер університету (1910—1912)

Після Другої світової війни роботу університету було відновлено. В 1967 році був заснований факультет соціальних наук, в 1969 — юридичний факультет. Кількість студентів у 1961 році збільшилася в 4 рази порівняно з 1941 роком. У 2001 році був створений факультет економіки і бізнесу — десятий в університеті. У Гонконзькому університеті нині навчається приблизно 10 відсотків загальної чисельності студентів Гонконгу.

## Територія
Центральний кампус університету займає територію 160 000 м² на Бонхем Роуд і Пок Фу Лам Роуд, на острові Гонконг. Будівлі університету — один з небагатьох прикладів старої британської колоніальної архітектури Гонконгу. Медичний факультет ім. Лі Кашина знаходиться на відстані 4,5 км на північний захід від головного кампусу, в Південному окрузі міста. Крім того, університет включає в себе сільськогосподарський дослідний центр на Нових територіях та інститут морських наук на острові Гонконг.

## Факультети
- Факультет архітектури
- Факультет мистецтв
- Факультет бізнесу та економіки
- Факультет стоматології
- Факультет освіти
- Факультет Інженерії
- Юридичний факультет

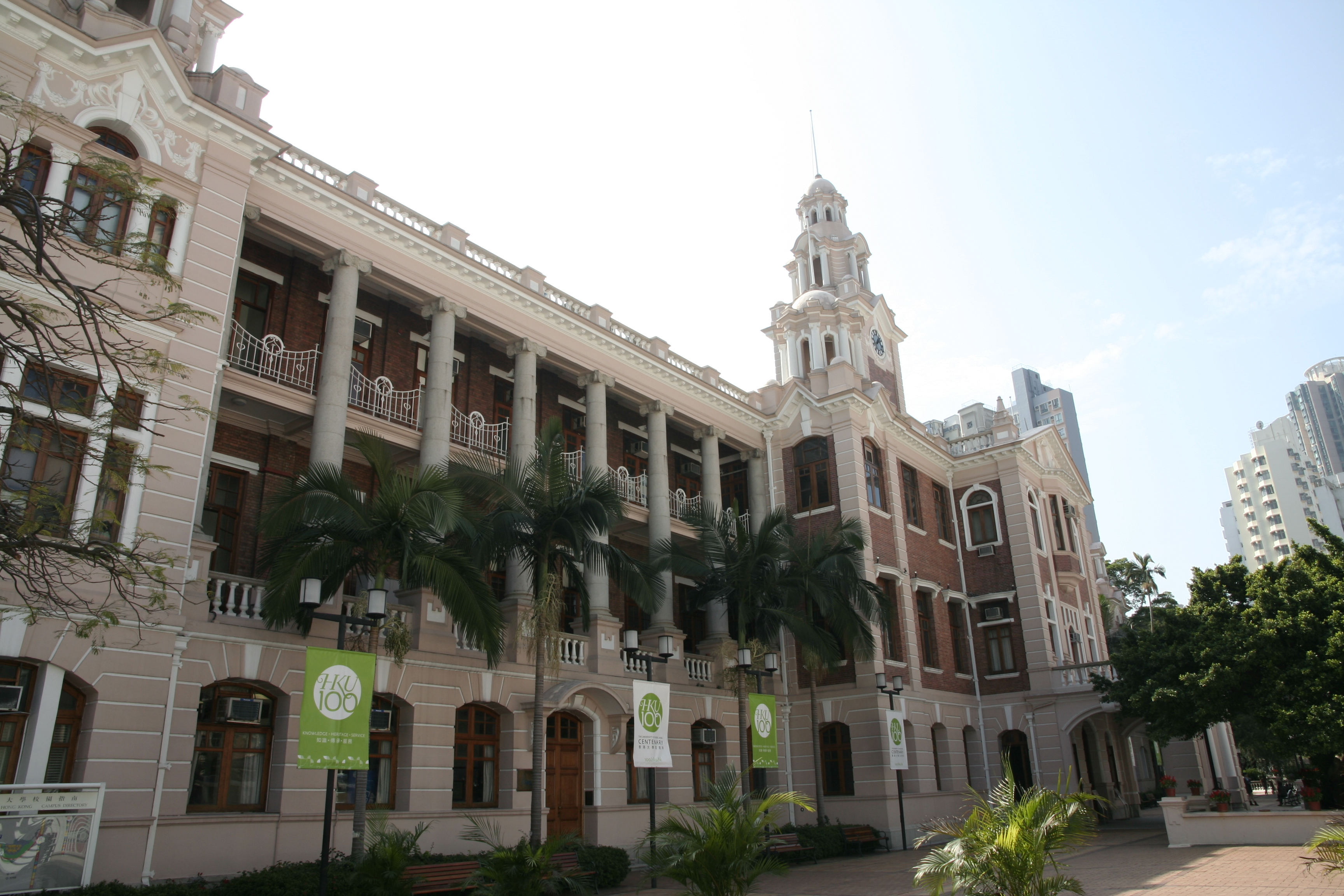
Головний корпус університету

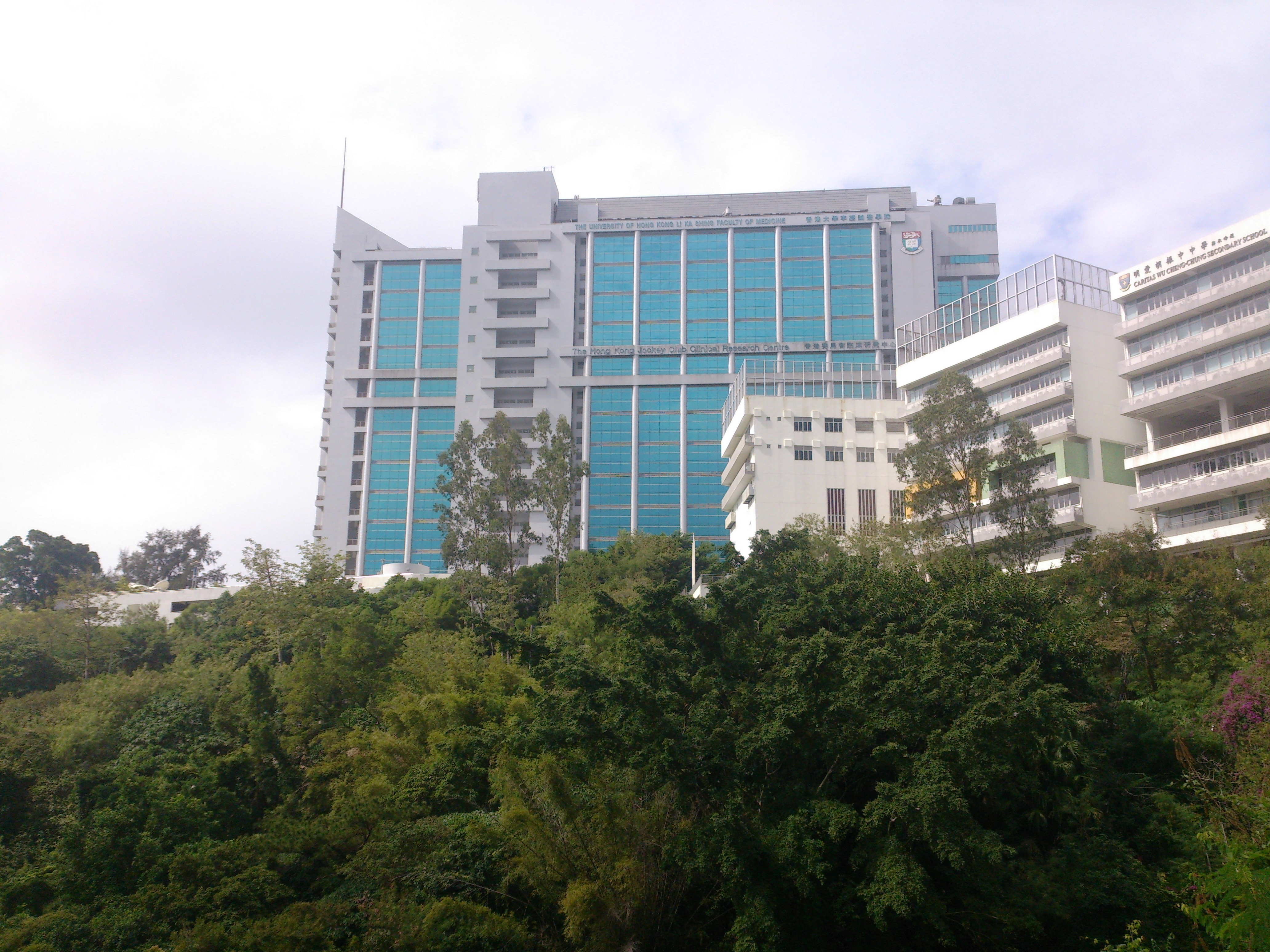
Медичний факультет імені Лі Кашина

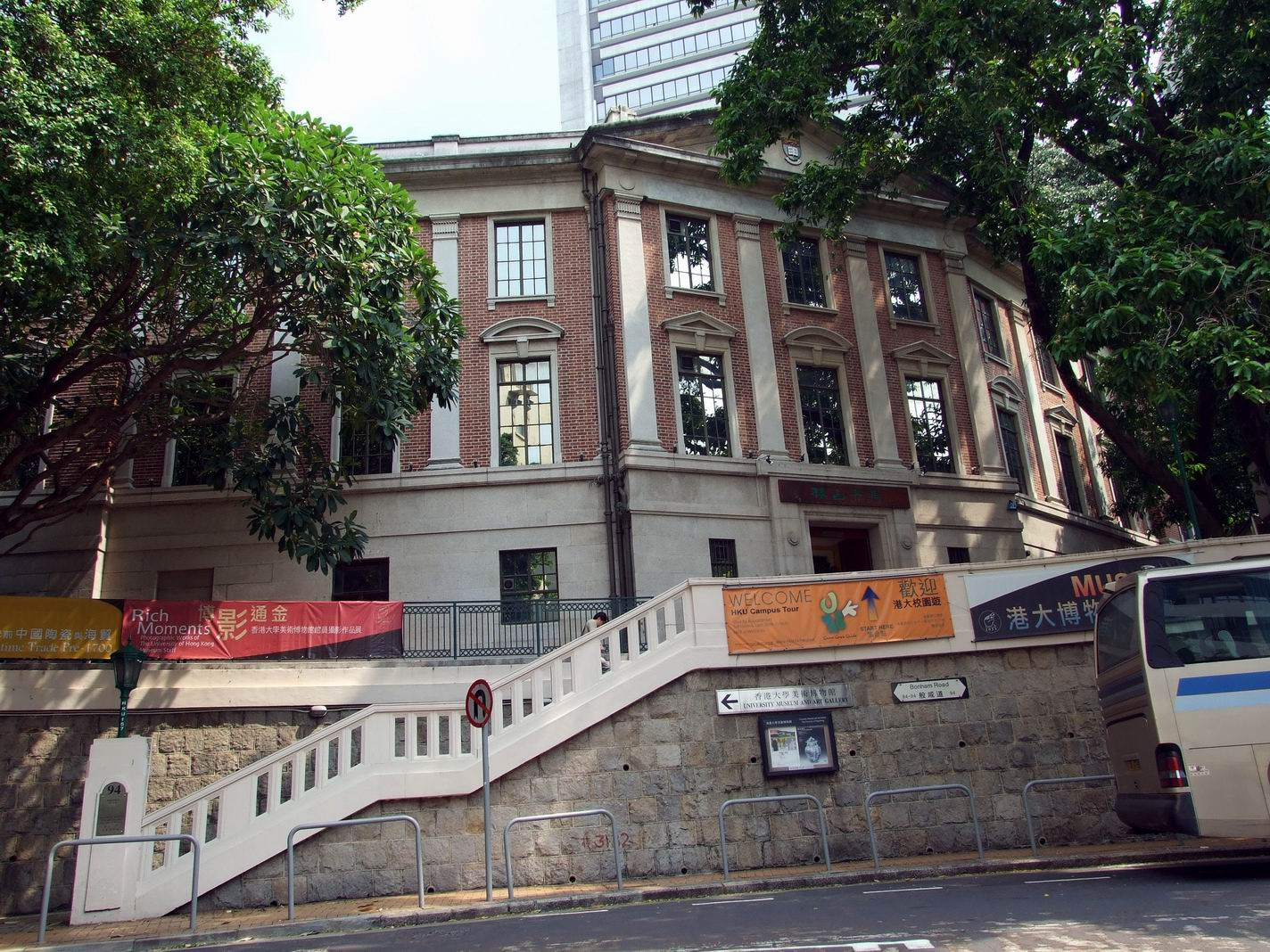
Університетський музей і художня галерея

- Медичний факультет імені Лі Кашина[13]
- Факультет наук
- Факультет соціальних наук

Університет сьогодні налічує 10 факультетів і включає кілька додаткових академічних підрозділів, які пропонують різні навчальні програми та курси для своїх потенційних студентів.

## Бібліотека університету
Університетська бібліотека заснована в 1912 році і є найстарішою академічною бібліотекою Гонконгу з більш як 2,3 млн томів документів. Попри зростання фізичної кількості документів, що знаходяться у фондах бібліотеки, її електронний контент також швидко розширюється. Книгозбірня HKU зараз включає центральну бібліотеку та шість спеціалізованих секторів (стоматологія, освіта, музика, медична література тощо.)

## Керівники університету
- 1912—1918 — Сер Чарльз Еліот
- 1918—1921 — професор Г. П. Джордан
- 1921—1924 — Сер Вільям Браньєт
- 1924—1937 — Сер Вільям Хорнелл
- 1937—1949 — доктор Данкен Слосс
- 1949—1964 — Сер Ліндсей Тасмен Райд
- 1964—1965 — Доктор У. К. Дж. Ноулз
- 1965 — Професор А. Джю. С. Макфендзі
- 1965—1972 — Доктор Кеннет Ернест Робінсон
- 1972—1986 — Професор Рейсон Лі-сунг Хуанг
- 1986—1995 — Професор Ванг Гунву
- 1996—2000 — Професор Патрік Йю-чунг Ченг
- 2000—2002 — Професор Вільям Йен Ріс Девіс
- 2002—2014 — Професор Лап-чі Цуй
- 2014 — Професор Петер Вільям Метісон

## Відомі випускники
- Сунь Ятсен (1866—1925) — китайський лікар, революціонер та політичний діяч.
- Чжан Айлін (1920—1995) — китайська письменниця і сценарист.
- Алекс Чоу (*1990) — лідер студентського руху Гонконгу.
- Керрі Лам (*1957) — китайський політик, голова адміністрації Гонконгу.